# مارتین گازیف
مارتین گازیف (بلغاری: Мартин Газиев؛ زادهٔ ۱۳ اوت ۱۹۸۸) بازیکن فوتبال اهل بلغارستان است.
از باشگاه‌هایی که در آن بازی کرده است می‌توان به باشگاه فوتبال رابوتنیچکی اشاره کرد.